# Станіслав Лапінський
Станіслав Лапінський (пол. Stanisław Łapiński; 25 вересня 1895 — 26 січня 1972) — польський актор театру, кіно та телебачення, також театральний режисер.

## Біографія
Станіслав Лапіньский народився 25 вересня 1895 року в Варшаві. У 1919 році закінчив Акторську студію у Варшавській драматичній школі. Дебютував в театрі в Познані в 1919 році. Актор театрів у Варшаві, Познані, Бидгощі та Лодзя, директор театру в Радомі. Виступав в спектаклях «Театру телебачення» в 1959—1969 роках.
Помер 26 січня 1972 року в Лодзі і там похований на комунальному цвинтарі Доли.
Його онук — актор Єжи Лапіньскій.

## Вибрана фільмографія
- 1936 — Пан Твардовський
- 1936 — Фредек робить світ щасливим
- 1946 — Заборонені пісеньки
- 1954 — П'ятеро з вулиці Барської